# Park Bo-young
Park Bo-young (hangul: 박보영; Jeungpyeong, Chungcheong del Norte, 12 de febrero de 1990) es una actriz y cantante surcoreana, conocida sobre todo por sus papeles de protagonista en las series Scandal Makers, Oh My Ghostess, Strong Woman Do Bong-soon, Doom at Your Service y Una dosis diaria de sol.

## Biografía
Hija de padre militar, nació el 12 de febrero de 1990 como la segunda de tres hermanas. Estudió en la escuela primaria Jeungpyeong, la escuela secundaria para niñas de Jeungpyeong y la escuela secundaria comercial para niñas de Daesung. Realizó sus estudios universitarios en la Facultad de Artes y Diseño de la Universidad de Dankook, Departamento de Actuación y Cine, con especialización en teatro, en 2008.
Es buena amiga de los actores Song Ji-hyo y Lee Kwang-soo.

## Carrera
En febrero del 2020 se anunció que se había unido a la agencia "BH Entertainment". Fue miembro de la agencia "FidesSpatium" (previamente conocida como The Company Entertainment) por más de diez años hasta el 2019, después de anunciar que Bo-young había decido no renovar su contrato.
Es conocida como una de las hermanas pequeñas de la nación de Corea del Sur debido a su popularidad.
Ha aparecido en sesiones fotográficas para "Elle Korea", "Ceci", "1st Look", "The Star", "Cosmopolitan", "OhBoy!", "Sure", "In Style", entre otras... 
También fue modelo para la marca de "Claire's Korea": Guerisson 9 Complex Cream y para la marca blanqueadora Cloud9 en Corea y China, junto a Lee Kwang-soo.
En 2007 se unió a la serie The King and I donde interpretó a Lady Yoon So-hwa, de joven quien luego se convertiría en la reina Jeheon (papel interpretado por Koo Hye-sun).
En el 2008 se unió al elenco de la serie Star's Lover donde interpretó a la futura estrella hallyu Lee Ma-ri de adolescente, papel interpretado por la actriz Choi Ji-woo de adulta.
En 2011 apareció por primera vez como invitada en el popular programa de variedades surcoreano Running Man donde formó parte del equipo "Red Riding Hood Team" junto a Yoo Jae-suk, Song Ji-hyo, Song Joong-ki, Lee Kwang-soo, Ji Suk-jin y Lizzy durante el episodio no.25, en el 2012 realizó una aparición especial durante el episodio no.118, más tarde apareció nuevamente en el 2014 ahora formando parte del equipo "Female Student Team" junto a Song Ji-hyo, Kim Jong-kook, Lee Kwang-soo y Lee Se-young en el episodio no. 181 y finalmente su última aparición fue en 2015 durante el episodio n.º 269 formando equipo con Ha-ha, Kim Jong-kook, Lee Kwang-soo y Ji Suk-jin.
En el 2013 formó parte del elenco de la séptima temporada del programa Law of the Jungle in New Zealand junto a Kim Byung-man, Lee Pil-mo, Park Jung-chul, Noh Woo-jin, Ricky Kim y Jung Suk-won.
En 2015 se unió al elenco de la serie Oh My Ghostess, donde interpretó a la tímida Na Bong-sun, una joven que puede ver fantasma, hasta el final de la serie ese mismo año.
Ese mismo año se unió a la película de misterio y suspenso The Silenced, donde interpretó a Cha Ju-ran / Shizuko.
En 2016 fue mentora y jurado en el programa We Kid junto a Yoo Yun Suk, Tiger JK, Bizzy, Yoo Jae Hwan, Yoon Il Sang y Kim Sung Joo.
En febrero del 2017 se unió al elenco principal de la serie Strong Woman Do Bong-soon, donde dio vida a la joven con una gran fuerza Do Bong-soon, quien luego de convertirse en la guardaespaldas de Ahn Min-hyuk (Park Hyung-sik) ambos comienzan a enamorarse, hasta el final de la serie en abril del mismo año. El programa obtuvo buenas críticas y buen rating, mientras que la interpretación de Bo-young también fue muy bien recibida, así como la química que mostró con Hyung-sik.

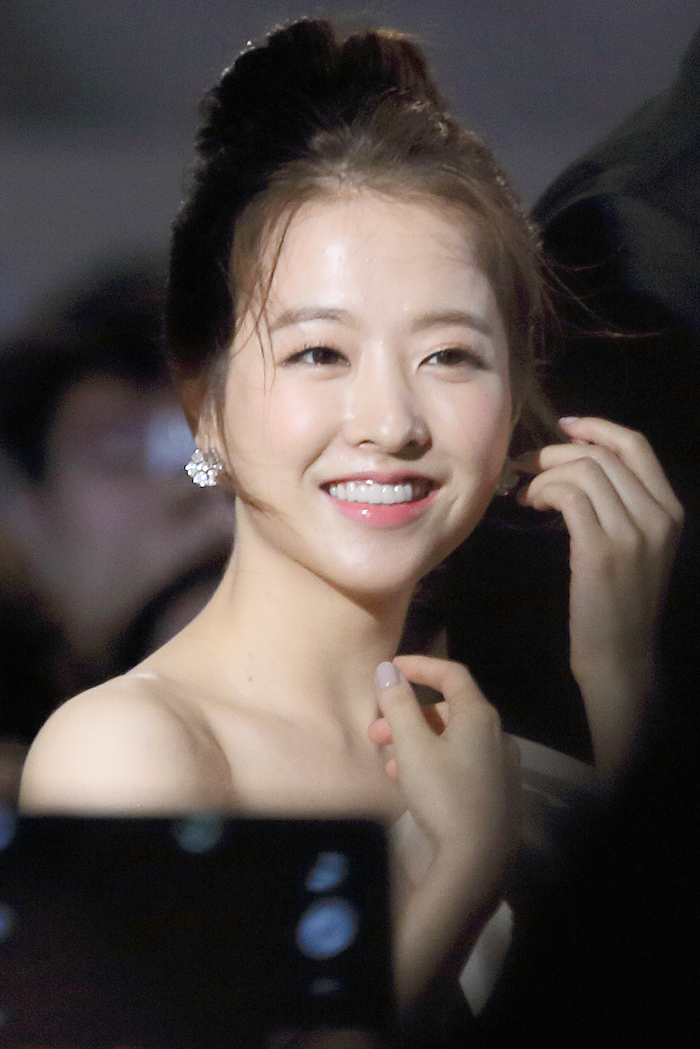
Park Bo-young en el 2015.

El 12 de julio de 2018 aparece como parte del elenco principal de la película On Your Wedding Day (también conocida como "Your Wedding"), donde dio vida a Seung-hee.
Ese mismo año apareció como invitada en el programa de comedia Delicious Guys.
El 6 de mayo del 2019 se unió al elenco principal de la serie Abyss, donde interpretó a Go Se-yeon, una hermosa, fuerte y consumada fiscal, que luego de ser asesinada revive gracias a su amigo Cha Min (Ahn Hyo-seop). Se-yeon regresa a la vida como una abogada dentro de un bufete de abogados con una cara completamente nueva y junto a Cha Min buscan a los responsables de su asesinato, hasta el final de la serie el 25 de junio del mismo año.
El 10 de mayo de 2021 se unió al elenco principal de la serie Doom at Your Service (también conocida como "One Day Destruction Came Through My Front Door"), donde dio vida a Tak Dong-kyung, una mujer cuya vida da un vuelco cuando descubre que tiene poco tiempo de vida, hasta el final de la serie el 29 de junio del mismo año.
El 4 de febrero de 2022, se anunció que estaba en pláticas para unirse al elenco de la adaptación del webtoon Morning Comes to Psychiatric Wards Too, de aceptar podría interpretar a Jung Shi-na, una enfermera psiquiátrica.

## Filmografía

### Series de televisión
| Año  | Título                          | Personaje             | Notas                    | Ref.          |
| ---- | ------------------------------- | --------------------- | ------------------------ | ------------- |
| 2006 | Secret Campus                   | Cha Ah-rang           | 24 episodios             |               |
| 2006 | Witch Amusement                 | Ma Yoo-hee (de joven) |                          |               |
| 2007 | Mackerel Run                    | Shim Chung-ah         | 8 episodios              |               |
| 2007 | The King and I                  | Lady Yoon So-hwa      |                          |               |
| 2008 | Jungle Fish                     | Lee Eun-soo           | 1 episodio               |               |
| 2008 | Strongest Chil Woo              | Kim Woo-young         | Episodios 1-2            |               |
| 2008 | Star's Lover                    | Lee Ma-ri (de joven)  | 20 episodios             |               |
| 2015 | Oh My Ghostess                  | Na Bong-sun           | 16 episodios             |               |
| 2017 | Strong Woman Do Bong-soon       | Do Bong-soon          | 16 episodios             |               |
| 2019 | Abyss                           | Ko Se-yeon            | 16 episodios             |               |
| 2021 | Doom at Your Service            | Tak Dong-kyung        | 16 episodios             | [ 41 ]        |
| 2023 | Nam-soon, una chica superfuerte | Do Bong-soon          | Aparición especial       | [ 42 ]        |
| 2023 | Una dosis diaria de sol         | Jung Da-eun           | Serie web - 12 episodios | [ 43 ] [ 44 ] |
| 2024 | Light Shop                      | Kwon Young-ji         | Serie web                | [ 45 ] [ 46 ] |
| 2025 | Luces, cámara, ¡amor!           | Kim Mu-bi             | Serie web - 10 episodios | [ 47 ] [ 48 ] |
| 2025 | Nuestro Seúl por descubrir      | Yoo Mi-ji/Yoo Mi-rae  | 12 episodios             | [ 49 ] [ 50 ] |

### Películas
| Año  | Título               | Personaje                     | Notas                                                                                               | Ref.                 |
| ---- | -------------------- | ----------------------------- | --------------------------------------------------------------------------------------------------- | -------------------- |
| 2005 | Equal                | Kim Da-mi                     | Cortometraje                                                                                        |                      |
| 2008 | Our School's E.T.    | Han Song-yi                   | Junto a Kim Su-ro, Lee Han-wi, Baek Sung-hyun, Oh Yeon-seo, Lee Min-ho y Moon Chae-won              |                      |
| 2008 | The ESP Couple       | Hyun-jin                      | -                                                                                                   |                      |
| 2008 | Scandal Makers       | Hwang Jung-nam / Hwang Jae-in | -                                                                                                   |                      |
| 2009 | If You Were Me 4     | Kim Hee-soo                   | Segmento: "Relay"                                                                                   |                      |
| 2011 | Rio                  | Jewel                         | Participó en el doblaje coreano                                                                     |                      |
| 2012 | Don't Click          | Se-hee                        | Junto a Joo Won, Kang Byul, Lee Malg-eum, Kang Hae-in y Choi Ji-heon                                |                      |
| 2012 | A Werewolf Boy       | Sun-yi / Eun-joo              | Junto a Song Joong-ki, Lee Young-lan, Jang Young-nam, Yoo Yeon-seok y Kim Hyang-gi                  |                      |
| 2013 | Snow Queen           | Gerda                         | Participó en el doblaje coreano                                                                     |                      |
| 2014 | Hot Young Bloods     | Park Young-sook               | Junto a Lee Jong-suk, Lee Se-young, Kim Young-kwang, Ra Mi-ran, Kwon Hae Hyo y Jeon Soo-jin         |                      |
| 2015 | The Silenced         | Cha Ju-ran / Shizuko          | Junto a Uhm Ji-won, Park So-dam, Kong Ye-ji, Joo Bo-bi, Shim Hee-seop, Park Seong-yeon y Ko Won-hee | [ 51 ]               |
| 2015 | Collective Invention | Ju-jin                        | Junto a Lee Kwang-soo, Lee Chun-hee, Jang Gwang y Lee Byung-joon                                    |                      |
| 2015 | You Call It Passion  | Do Ra-hee                     | Junto a Jung Jae-young, Bae Seong-woo, Jin Kyung, Ryu Deok-hwan, Yoon Kyun-sang y Lee Kyu-hyung     | [ 52 ]               |
| 2018 | On Your Wedding Day  | Seung-hee                     | Junto a Kim Young-kwang, Song Jae-rim, Shin So-yul, Seo Eun-soo y Kang Ki-young                     |                      |
| 2023 | Concrete Utopia      | Myung-hwa                     | Junto a Lee Byung-hun y Park Seo-joon                                                               | [ 53 ] [ 54 ] [ 55 ] |

### Programas de variedades
| Año                        | Programa                                    | Notas                                                             |
| -------------------------- | ------------------------------------------- | ----------------------------------------------------------------- |
| 2007                       | Kim Mi-hwa's U                              | episodio #355                                                     |
| 2007, 2008                 | Quiz! Sixth Sense                           | 2 episodios (ep. #26 y #36) - invitada                            |
| 2010                       | 스타 금의환향 프로젝트 '달고나              | especial de navidad                                               |
| 2011                       | World Changing Quiz Show                    | episodio #87 - invitada                                           |
| 2011                       | Infinite Challenge                          | episodio #234                                                     |
| 2011                       | Happy Together                              | episodio #210 - invitada                                          |
| 2012                       | TV Cultwo Show                              | invitada                                                          |
| 2012                       | Come to Play                                | 3 episodios (ep. #391, #411-412) - invitada                       |
| 2012                       | Hello Counselor                             | episodio #96 - invitada                                           |
| 2012                       | Superstar K4                                | episodio #12 - aparición especial                                 |
| 2012                       | Connect! Movie World                        | invitada                                                          |
| 2012                       | Entertainment Relay                         | sección "Guerilla Date"                                           |
| 2013                       | Section TV                                  | sección "Rising Star" - invitada                                  |
| 2013                       | Law of the Jungle in New Zealand            | 10 episodios - miembro                                            |
| 2013                       | Get It Beauty - Self (Bright Peach Make-up) | invitada                                                          |
| 2014                       | Friday Is Chatter                           | invitada                                                          |
| 2014                       | After School's Beauty Bible                 | invitada                                                          |
| 2015                       | 2 Days & 1 Night Season 3                   | 3 episodios (ep. #76-78) - invitada                               |
| 2015                       | Comedy Big League                           | episodio #127 - invitada                                          |
| 2015                       | TV Entertainment Tonight                    | invitada                                                          |
| 2015                       | Section TV                                  | invitada                                                          |
| 2015                       | Entertainment Weekly                        | invitada                                                          |
| 2008, 2012, 2015           | Gag Concert                                 | 3 episodios (ep. #823, #447 y #648) - - invitada                  |
| 2016                       | We Kid                                      | mentora                                                           |
| 2017                       | Let's Eat Dinner Together                   | episodio #19 - invitada                                           |
| 2018                       | Delicious Guys                              | -                                                                 |
| 2018                       | Cultwo Show                                 | invitada - junto a Kim Young-kwang                                |
| 2018                       | TV Report                                   | [ 59 ]                                                            |
| 2018                       | Tasty Guys                                  | invitada                                                          |
| 2011-2012, 2014-2017, 2019 | Running Man                                 | 4 episodios (#25, #118, #181, #269, #312, #340 y #441) - invitada |
| 2019                       | Amazing Saturday                            | (ep. #57) - invitada - junto a Ahn Hyo-seop                       |
| 2021                       | Unexpected Business (Boss by Chance)        | (ep. #2-3) - invitada                                             |

### Presentadora
| Año  | Título                     | Notas                                     |
| ---- | -------------------------- | ----------------------------------------- |
| 2012 | Arirang Our Great Heritage | presentadora                              |
| 2016 | KCON 2016 New York         | presentadora especial - junto a Im Si-wan |
| 2021 | 57th Baeksang Arts Awards  | presentadora de categoría                 |

### Radio
| Año  | Programa                 | Notas       |
| ---- | ------------------------ | ----------- |
| 2019 | Park So Hyun's Love Game | DJ invitada |

### Videos musicales
| Año  | Artista / Grupo          | Canción                                          | Notas                        |
| ---- | ------------------------ | ------------------------------------------------ | ---------------------------- |
| 2007 | Goo Jung-hyun            | "Couldn't Help It" (오죽했으면)"                 | apareció en el video musical |
| 2007 | Fly to the Sky           | "Still Pretty Today" (오늘도 이쁜걸)"            | apareció en el video musical |
| 2008 | Yuri                     | "가슴아 제발"                                    | apareció en el video musical |
| 2008 | Park Hye-kyung           | "Between Love and Friendship" (사랑과 우정사이)" | apareció en el video musical |
| 2011 | IU                       | ""Only I Didn't Know" (나만 몰랐던 이야기)"      | apareció en el video musical |
| 2011 | Highlight                | "Fiction"                                        | apareció en el video musical |
| 2013 | Speed ft. Kang Min-kyung | ""That's My Fault" (슬픈 약속)"                  | apareció en el video musical |
| 2013 | Speed                    | "It's Over"                                      | apareció en el video musical |

### Documentales
| Año  | Programa                                           | Notas        |
| ---- | -------------------------------------------------- | ------------ |
| 2006 | 선생님과 함께하는 5월 이야기                       | -            |
| 2011 | 7-Day Miracle                                      | episodio #26 |
| 2013 | Violence-Free School - Now It's Your Turn to Speak | -            |

### Narradora
| Año  | Programa                                           | Notas      |
| ---- | -------------------------------------------------- | ---------- |
| 2011 | KOICA's Dream – Peru                               | episodio 2 |
| 2012 | Human Documentary Love                             | -          |
| 2013 | Violence-Free School - Now It's Your Turn to Speak | documental |
| 2013 | Sunday Cinema                                      | -          |
| 2013 | KOICA's Dream – Indonesia                          | -          |

### Radio
| Año              | Programa                            | Notas             |
| ---------------- | ----------------------------------- | ----------------- |
| 2012             | Choi Hwa-jeong's Power-time         | junto a Kang Byul |
| 2012             | Super Junior's Kiss the Radio       | junto a Kang Byul |
| 2012             | Blue Night, It's Jung Yup           | -                 |
| 2012             | Kan Mi-youn's Best Friend           | -                 |
| 2012             | Younha's Starry Night               | -                 |
| 2012             | Kiha Chang's Great Radio            | -                 |
| 2012             | Yoo Se-yoon and Muzie's Best Friend | -                 |
| 2012, 2014, 2015 | Cultwo Show                         | -                 |
| 2012, 2014, 2015 | Park So-hyun's Love Game            | -                 |

### Revistas / sesiones fotográficas
| Año  | Título                   | Notas                      |
| ---- | ------------------------ | -------------------------- |
| 2013 | Harper’s Bazaar Magazine | (publicación de mayo)      |
| 2015 | Harper’s Bazaar Magazine | (publicación de junio)     |
| 2015 | Sure Magazine            | (publicación de julio)     |
| 2015 | The Star Magazine        | (publicación de noviembre) |
| 2015 | Nylon Korea              | (publicación de diciembre) |
| 2016 | InStyle Magazine         | (publicación de marzo)     |
| 2016 | Ceci Magazine            | (publicación de diciembre) |
| 2017 | ELLE Korea Magazine      | junto a Park Hyung-sik     |
| 2018 | 1st Look Magazine        | junto a Kim Young-kwang    |

### Anuncios
| Año         | Título                                   | Notas                |
| ----------- | ---------------------------------------- | -------------------- |
| 2018        | Goobne Chicken                           | junto a Cha Eun-woo  |
| 2018        | Toreta Drink                             | junto a Yang Se-jong |
| 2017        | Paprika                                  |                      |
| 2017        | Garglin Dental Care                      |                      |
| 2017        | Lotte Hi-Mart                            |                      |
| 2017        | Think Nature                             |                      |
| 2017        | Toreta by Aquarius                       | [ 72 ]               |
| 2017        | Sofy                                     |                      |
| 2017        | Dongwon Mall                             |                      |
| 2017        | CLOUD9                                   |                      |
| 2016 - 2017 | Good Day Soju                            | [ 73 ] [ 74 ]        |
| 2015        | LG UPlus                                 |                      |
| 2011        | Zum                                      |                      |
| 2009        | Mr. Pizza                                | junto a Yoo Seung-ho |
| 2009        | eHiMart                                  |                      |
| 2008        | Clean & Clear                            |                      |
| 2007        | SK Ting                                  |                      |
| 2007        | Woori Bank                               |                      |
| 2007        | Woongjin Coway LooLoo Bidet Toilet Seats |                      |
| 2007        | Seven Valley                             |                      |
| 2006        | Xylitol hwiba                            |                      |
| 2006        | Ottogi Rice                              |                      |
| 2006        | Blue Tail                                |                      |
| 2006        | Ottogi jinkeop                           |                      |
| 2005        | Korea Hydro & Nuclear Power Co.          |                      |

## Embajadora y obras de caridad
Park Bo-young ha formado parte de diversos eventos y obras de caridad.
En junio de 2014 junto a un total de otras celebridades, incluidos Bae Doona, Yoo Hee-yeol, Jung Jun-ho, Kim Sung-ryung, Lee Sung-jae, Yoon Jong-shin, VIXX, L, Kim Heechul, Crying Nut y Heo Ji-woong, se unieron en la batalla de "Green Umbrella Child Fund Korea" contra la pobreza infantil a través de la campaña "Love, One More".
El 16 de febrero de 2021, su agencia informó que la actriz había donado 30 millones de wones (aproximadamente $ 27,216) a la ONG (organización no gubernamental) "Good Neighbors" el 12 de febrero por su cumpleaños. La donación se utilizará para financiar kits con productos sanitarios para niñas de hogares de bajos ingresos. Bo-young ha participado en el patrocinio regular de niñas de familias de bajos ingresos a través de Good Neighbors desde el 2020. 
Posteriormente, donó 50 millones de wones (aproximadamente $ 45,357) al "Community Chest of Korea" para apoyar la prevención de COVID-19 y 20 millones de wones (aproximadamente $ 18,138) a la Asociación de Ayuda para Desastres de Corea (Korea Disaster Relief Association) para ayudar en los esfuerzos de alivio de inundaciones.
En agosto del mismo año su agencia BH Entertainment compartió que la actriz había donado 100,000 máscaras al Departamento de Bomberos de la Provincia de Gyeongsang del Norte a través de la Asociación de Ayuda de Desastres de Hope Bridge el mes pasado.
El 5 de marzo de 2022 se anunció que la actriz había realizado una donación de 50 millones de won (aproximadamente $40,527) a la Asociación Hope Bridge de National Disaster Relief, la cual estará destinada a la creación de viviendas temporales para las víctimas y kits de ayuda de emergencia, así como a los bomberos que han estado trabajando incansablemente en entornos hostiles.
El 4 de abril del mismo año, se anunció que se había convertido en un miembro del club de honor de la Asociación Hope Bridge de National Disaster Relief, cuyos miembros son reconocidos como donantes importantes.
| Año         | Organización / Evento                                       | Notas                        |
| ----------- | ----------------------------------------------------------- | ---------------------------- |
| 2009        | Ministry of Strategy and Finance, Lotto Commission          | embajadora promocional       |
| 2009        | Good Downloader                                             | actriz partidaria            |
| 2010        | Seoul G20 Summit                                            | actriz partidaria            |
| 2011        | 15th Puchon International Fantastic Film Festival (PiFan)   | embajadora de buena voluntad |
| 2012        | Internet Newspaper "Campus Today"                           | reportera honoraria          |
| 2013        | EcoMobility World Festival – Suwon City                     | embajadora internacional     |
| 2013        | Korea International Cooperation Agency (KOICA)              | embajadora de buena voluntad |
| 2014        | Green Umbrella Child Fund Korea's Campaign "Love, One More" | -                            |
| 2014        | CJ CGV Toto's Workshop in Vietnam                           | embajadora honoraria         |
| 2014        | Korea National Police Hospital                              | embajadora honoraria         |
| 2015        | CJ CGV Toto's Film Making Class in Indonesia                | embajadora honoraria         |
| 2015 - 2016 | Korea Customs Service's Integrated Travel Guide "Tour Pass" | embajadora de buena voluntad |
| 2017        | Charity event hosted by Think Nature                        | -                            |

### Voluntaria
| Año  | Programa                    | Notas             |
| ---- | --------------------------- | ----------------- |
| 2011 | KOICA's Dream - Peru        | proyecto especial |
| 2012 | KOICA's Dream - El Salvador | proyecto especial |
| 2013 | KOICA's Dream - Indonesia   | proyecto especial |

## Discografía

### Singles
| Año  | Canción        | Álbum                        | Notas  |
| ---- | -------------- | ---------------------------- | ------ |
| 2012 | "My Prince"    | OST de "A Werewolf Boy"      |        |
| 2018 | "Listen to Me" | OST de "On Your Wedding Day" | [ 80 ] |

## Premios y nominaciones
| Año  | Premio                                        | Categoría                                            | Trabajo                   | Resultado | Ref.          |
| ---- | --------------------------------------------- | ---------------------------------------------------- | ------------------------- | --------- | ------------- |
| 2024 | Premios Blue Dragon Series                    | Mejor actriz                                         | Una dosis diaria de sol   | Ganadora  | [ 81 ] [ 82 ] |
| 2024 | Premios Cine21                                | Actriz del año (series)                              | Una dosis diaria de sol   | Ganadora  |               |
| 2018 | 23rd KCA Consumer Day Award                   | Actor of the Year Selected by Audience (Film)        | On Your Wedding Day       | Ganadora  | [ 83 ]        |
| 2018 | 39th Blue Dragon Film Award                   | Best Actress                                         | On Your Wedding Day       | Nominada  | [ 84 ]        |
| 2018 | 2nd Seoul Award                               | Best Actress (Film)                                  | On Your Wedding Day       | Nominada  | [ 85 ]        |
| 2018 | 32th TV Gold Award                            | Best Couple (junto a Park Hyung-sik)                 | Strong Woman Do Bong-soon | Ganadores | [ 86 ]        |
| 2017 | Popular Culture And Arts Award                | Minister of Culture, Sports and Tourism Commendation | -                         | Ganadora  | [ 87 ]        |
| 2017 | 1st The Seoul Award                           | Best Actress                                         | Strong Woman Do Bong-soon | Ganadora  | [ 88 ] [ 89 ] |
| 2017 | 12th Seoul International Drama Award          | Outstanding Korean Actress                           | Strong Woman Do Bong-soon | Ganadora  | [ 90 ] [ 91 ] |
| 2017 | 12th Seoul International Drama Award          | Best Actress                                         | Strong Woman Do Bong-soon | Nominada  |               |
| 2017 | 53rd Baeksang Arts Award                      | Best Actress                                         | Strong Woman Do Bong-soon | Nominada  |               |
| 2017 | V Live Award                                  | Special V Live – V Live Special Thanks               | -                         | Ganadora  |               |
| 2016 | 5th KOPA & Nikon Press Photo Award            | Most Photogenic Actress                              | -                         | Ganadora  |               |
| 2016 | 8th Style Icon Asia                           | Style Icon                                           | -                         | Nominada  |               |
| 2016 | InStyle Star Icon                             | Best Actress (Film)                                  | -                         | Ganadora  |               |
| 2016 | 1st tvN10 Award                               | Romantic Comedy Queen                                | Oh My Ghostess            | Nominada  |               |
| 2016 | 1st tvN10 Award                               | Best Kiss Award (junto a Jo Jung-suk)                | Oh My Ghostess            | Nominados |               |
| 2016 | 1st tvN10 Award                               | Best Chemistry (junto a Kim Seul-gie)                | Oh My Ghostess            | Ganadores |               |
| 2016 | 4th Annual DramaFever Award                   | Best Womance (junto a Kim Seul-gie)                  | Oh My Ghostess            | Nominadas |               |
| 2016 | 4th Annual DramaFever Award                   | Best Couple (junto a Jo Jung-suk)                    | Oh My Ghostess            | Nominados |               |
| 2016 | 4th Annual DramaFever Award                   | Best Kiss (junto a Jo Jung-suk)                      | Oh My Ghostess            | Nominados |               |
| 2016 | 4th Annual DramaFever Award                   | Best Actress                                         | Oh My Ghostess            | Ganadora  |               |
| 2015 | 4th APAN Star Award                           | Excellence Award, Actress in a Miniseries            | Oh My Ghostess            | Ganadora  |               |
| 2015 | 36th Blue Dragon Film Award                   | Popular Star Award                                   | The Silenced              | Ganadora  | [ 92 ]        |
| 2015 | 52nd Grand Bell Award                         | Popularity Award                                     | The Silenced              | Nominada  |               |
| 2015 | 15th Korea World Youth Film Festival          | Most Favorite Actress                                | The Silenced              | Ganadora  | [ 93 ]        |
| 2014 | 22nd Korean Culture and Entertainment Award   | Excellence Award, Actress in a Film                  | Hot Young Bloods          | Ganadora  |               |
| 2014 | 51st Grand Bell Award                         | Popularity Award                                     | Hot Young Bloods          | Nominada  |               |
| 2014 | 16th Seoul International Youth Film Festival  | Best Young Actress                                   | Hot Young Bloods          | Nominada  |               |
| 2013 | 11th Korea Jewelry Award                      | Best Jewelry Lady                                    | -                         | Ganadora  |               |
| 2013 | 50th Grand Bell Award                         | Popularity Award                                     | A Werewolf Boy            | Nominada  |               |
| 2013 | 7th Mnet 20's Choice Award                    | 20's Movie Star - Female                             | A Werewolf Boy            | Ganadora  |               |
| 2012 | 4th Pierson Movie Festival                    | Best Actress                                         | A Werewolf Boy            | Ganadora  |               |
| 2012 | 49th Grand Bell Award                         | Popularity Award                                     | Don't Click               | Nominada  |               |
| 2012 | 49th World Savings Day                        | Commendation from the Chairman of Finance            | -                         | Ganadora  |               |
| 2009 | 4th Andre Kim Best Star Award                 | Female Star Award                                    | -                         | Ganadora  |               |
| 2009 | 12th Director's Cut Award                     | Best New Actress                                     | Scandal Makers            | Ganadora  |               |
| 2009 | 32nd Golden Cinematography Award              | Best New Actress                                     | Scandal Makers            | Ganadora  |               |
| 2009 | 30th Blue Dragon Film Award                   | Best New Actress                                     | Scandal Makers            | Ganadora  |               |
| 2009 | 5th University Film Festival of Korea         | Best New Actress                                     | Scandal Makers            | Ganadora  |               |
| 2009 | 17th Korean Culture and Entertainment Award   | Best New Actress in a Film                           | Scandal Makers            | Ganadora  |               |
| 2009 | 46th Grand Bell Award                         | Popularity Award                                     | Scandal Makers            | Ganadora  |               |
| 2009 | 46th Grand Bell Award                         | Best New Actress                                     | Scandal Makers            | Nominada  |               |
| 2009 | 29th Korean Association of Film Critics Award | Best New Actress                                     | Scandal Makers            | Ganadora  |               |
| 2009 | 18th Buil Film Award                          | Best New Actress                                     | Scandal Makers            | Nominada  |               |
| 2009 | 17th Chunsa Film Art Award                    | Best New Actress                                     | Scandal Makers            | Nominada  |               |
| 2009 | 3rd Mnet 20's Choice Award                    | HOT Boom Up Song - Perhaps That                      | Scandal Makers            | Nominada  |               |
| 2009 | 3rd Mnet 20's Choice Award                    | HOT Movie Star - Female                              | Scandal Makers            | Nominada  |               |
| 2009 | 2nd Korea Junior Star Award                   | Grand Prize (Film category)                          | Scandal Makers            | Ganadora  |               |
| 2009 | 45th Baeksang Arts Award                      | Most Popular Actress (Film)                          | Scandal Makers            | Ganadora  |               |
| 2009 | 45th Baeksang Arts Award                      | Best New Actress (Film)                              | Scandal Makers            | Ganadora  |               |
| 2009 | 6th Max Movie Award                           | Best New Actress of the Year                         | Scandal Makers            | Ganadora  |               |
| 2008 | Cine21 Award                                  | New Actress of the Year                              | Scandal Makers            | Ganadora  |               |
| 2007 | 14th SBS Drama Award                          | Best Young Actress                                   | The King and I            | Ganadora  |               |